# Noronhia emarginata
Espèce
Synonymes
- Linociera flavicans Vahl[1]
- Noronhia binia Roem. & Schult.[1]
- Noronhia chartacea Stadman ex Hook.[1]
- Noronhia emarginata (Lam.) Thouars[1]
- Notelaea flavicans (Vahl) A.Dietr.[1]
- Olea emarginata Lam.[1]
- Thouinia flavida Soy.-Will.[1]

Noronhia emarginata est une espèce de plantes à fleurs de la famille des Oleaceae. C'est un arbuste ou un petit arbre originaire de Madagascar et désormais naturalisée à Maurice, à La Réunion et aux Bermudes.

## Liste des variétés
Selon Tropicos (24 octobre 2022) (liste brute contenant peut-être des synonymes) :
- variété Noronhia emarginata var. edentata H. Perrier
- variété Noronhia emarginata var. emarginata
- variété Noronhia emarginata var. garcinioides H. Perrier

## Illustrations
Un modèle de cire de cette espèce, sous la forme d'un branche feuillue portant des fruits, accompagnée de détails et de coupes du fruit et du noyau, a été réalisé au début du XIXe siècle à l'île Maurice par Louis Marc Antoine Robillard d’Argentelle, qui lui donne le nom de « Ponay de l'Inde ». Ce modèle est conservé au muséum national d'histoire naturelle à Paris.

## Galerie

Noronhia emarginata
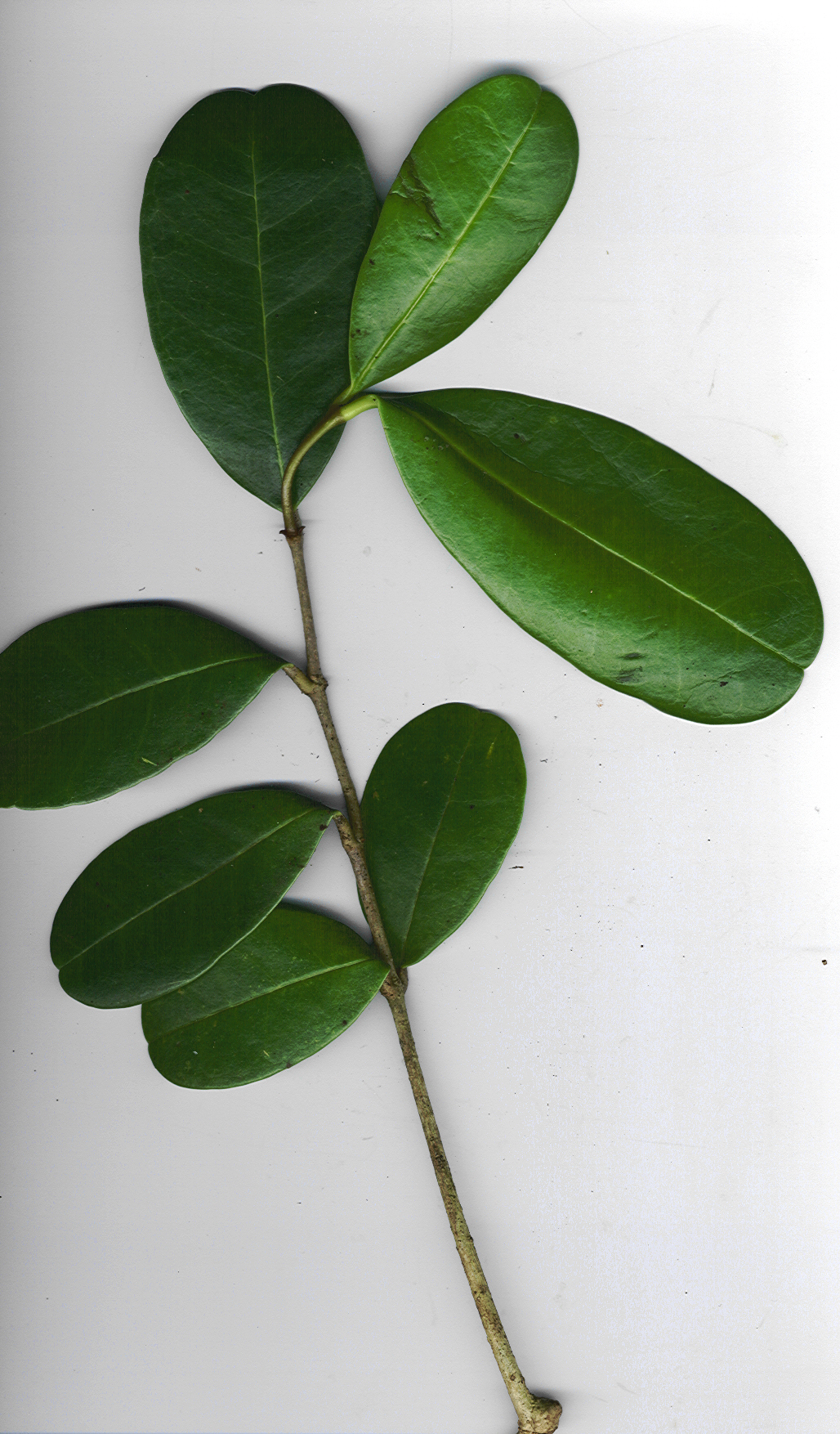
Feuilles.
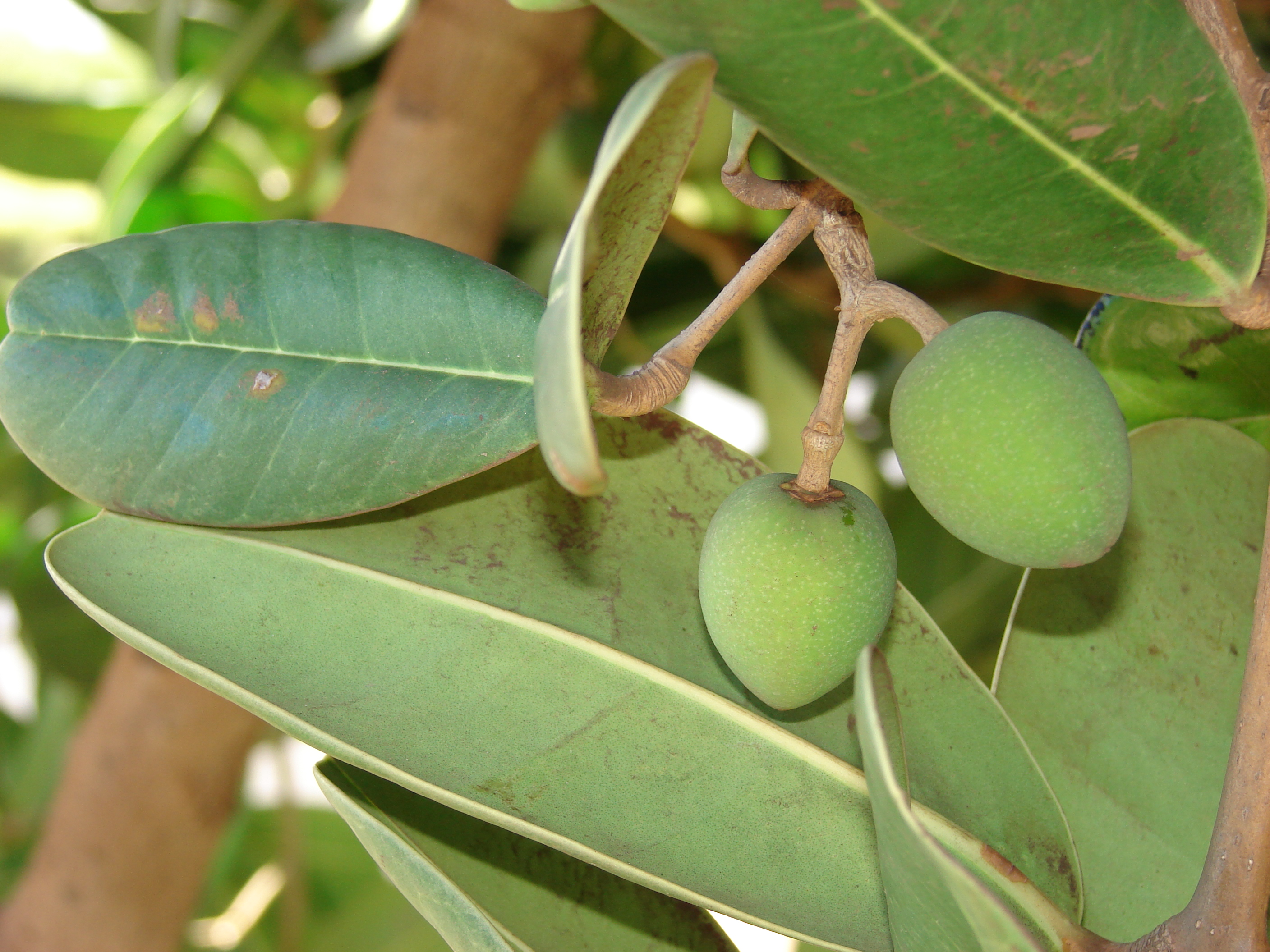
Feuilles et fruits.